# Równanie Clapeyrona (przemiana fazowa)
Równanie Clapeyrona – równanie opisujące nachylenie linii równowagi na diagramie fazowym w układzie współrzędnych ciśnienie–temperatura.

## Układ jednoskładnikowy
Sytuacja dotyczy kontaktu jednej fazy danego składnika z inną fazą tego samego składnika. Ta faza może wymieniać z drugą fazą ciepło, wykonać pracę objętościową i wymieniać materię. Co więcej przejście fazowe ma charakter przemiany kwazistatycznej, dzięki czemu różniczka entropii przyjmuje postać {\displaystyle \mathrm {d} S={\frac {\delta Q}{T}}.} Biorąc to wszystko pod uwagę, pierwsza zasada termodynamiki dla tej fazy przyjmuje postać:
{\displaystyle \mathrm {d} U=\delta Q+\delta W=T\mathrm {d} S-p\mathrm {d} V+\mu \mathrm {d} n,}
gdzie:
{\displaystyle U} – energia wewnętrzna,
{\displaystyle S} – entropia,
{\displaystyle p} – ciśnienie,
{\displaystyle T} – temperatura wyrażona w kelwinach,
{\displaystyle V} – objętość,
{\displaystyle Q} – ciepło,
{\displaystyle W} – praca,
{\displaystyle \mu } – potencjał chemiczny,
{\displaystyle n} – liczba moli.
Podstawiając definicję entalpii {\displaystyle H\equiv U+pV} i definicję entalpii swobodnej {\displaystyle G\equiv H-TS,} otrzymujemy postać:
{\displaystyle \mathrm {d} (G+TS-pV)=T\mathrm {d} S-p\mathrm {d} V+\mu \mathrm {d} n.}
Wykorzystując twierdzenia o różniczce sumy i różniczce iloczynu, po uporządkowaniu otrzymujemy:
{\displaystyle \mathrm {d} G=V\mathrm {d} p-S\mathrm {d} T+\mu \mathrm {d} n.}
Przejście fazowe jest procesem równowagowym i w warunkach stałości temperatury i ciśnienia {\displaystyle \mathrm {d} G=0}
{\displaystyle \mu \mathrm {d} n=S\mathrm {d} T-V\mathrm {d} p.}
Równanie należy zróżniczkować obustronnie po liczbie moli. Pochodne temperatury, ciśnienia i potencjału chemicznego znikają z uwagi na intensywny charakter tych wielkości:
{\displaystyle \mu =\left({\frac {\partial S}{\partial n}}\right)_{T,p}\mathrm {d} T-\left({\frac {\partial V}{\partial n}}\right)_{T,p}\mathrm {d} p.}
Wielkości w nawiasach są wielkościami molowymi i będą oznaczane dolnym indeksem {\displaystyle \mathrm {m} .}
{\displaystyle \mu =S_{\mathrm {m} }\mathrm {d} T-V_{\mathrm {m} }\mathrm {d} p.}
Teraz należy rozważyć równowagę pomiędzy przykładowymi fazami {\displaystyle \mathrm {A} } i {\displaystyle \mathrm {B} .} Przynależność do danej fazy będzie symbolizowana prawym górnym indeksem. W warunkach przejścia fazowego, jeżeli ustalona została równowaga termiczna i mechaniczna, należy rozważyć warunek równowagi materiałowej pomiędzy dwoma fazami tego samego składnika:
{\displaystyle \mu ^{\mathrm {A} }=\mu ^{\mathrm {B} }.}
Otrzymujemy:
{\displaystyle S_{\mathrm {m} }^{\mathrm {A} }\mathrm {d} T-V_{\mathrm {m} }^{\mathrm {A} }\mathrm {d} p=S_{\mathrm {m} }^{\mathrm {B} }\mathrm {d} T-V_{\mathrm {m} }^{\mathrm {B} }\mathrm {d} p.}
Po uporządkowaniu otrzymujemy równanie Clapeyrona:
{\displaystyle {\frac {\mathrm {d} p}{\mathrm {d} T}}={\frac {\Delta _{\mathrm {A} }^{\mathrm {B} }S_{\mathrm {m} }}{\Delta _{\mathrm {A} }^{\mathrm {B} }V_{\mathrm {m} }}},}
gdzie:
{\displaystyle \Delta _{\mathrm {A} }^{\mathrm {B} }S_{\mathrm {m} }=S_{\mathrm {m} }^{\mathrm {B} }-S_{\mathrm {m} }^{\mathrm {A} }} – molowa entropia przejścia fazowego z fazy {\displaystyle \mathrm {A} } do fazy {\displaystyle \mathrm {B} ,}
{\displaystyle \Delta _{\mathrm {A} }^{\mathrm {B} }V_{\mathrm {m} }=V_{\mathrm {m} }^{\mathrm {B} }-V_{\mathrm {m} }^{\mathrm {A} }} – molowa zmiana objętości przy przejściu fazowym z fazy {\displaystyle \mathrm {A} } do fazy {\displaystyle \mathrm {B} .}
Ponieważ w warunkach stałego ciśnienia ciepło jakie układ wymienia jest równe zmianie entalpii układu, to równanie jest też znane w postaci:
{\displaystyle {\frac {\mathrm {d} p}{\mathrm {d} T}}={\frac {\Delta _{\mathrm {A} }^{\mathrm {B} }H_{\mathrm {m} }}{T\Delta _{\mathrm {A} }^{\mathrm {B} }V_{\mathrm {m} }}},}
gdzie:
{\displaystyle \Delta _{\mathrm {A} }^{\mathrm {B} }H_{\mathrm {m} }=H_{\mathrm {m} }^{\mathrm {B} }-H_{\mathrm {m} }^{\mathrm {A} }} – molowa entalpia przejścia fazowego z fazy {\displaystyle \mathrm {A} } do fazy {\displaystyle \mathrm {B} .}

## Przykład z życia
Równanie Clapeyrona pozwala wytłumaczyć zasadność stosowania łyżew podczas jazdy na lodzie. Jeżeli rozważymy przejście lodu w ciekłą wodę, to równanie Clapeyrona przyjmuje postać:
{\displaystyle {\frac {\mathrm {d} p}{\mathrm {d} T}}={\frac {\Delta _{\mathrm {s} }^{\mathrm {c} }S_{\mathrm {m} }}{\Delta _{\mathrm {s} }^{\mathrm {c} }V_{\mathrm {m} }}}={\frac {S_{\mathrm {m} }^{\mathrm {c} }-S_{\mathrm {m} }^{\mathrm {s} }}{V_{\mathrm {m} }^{\mathrm {c} }-V_{\mathrm {m} }^{\mathrm {s} }}},}
gdzie indeksami górnymi {\displaystyle \mathrm {s} } i {\displaystyle \mathrm {c} } oznaczono kolejno fazę stałą (lód) i fazę ciekłą (ciekła woda).
Ponieważ molowa entropia fazy ciekłej jest większa niż fazy stałej {\displaystyle (S_{\mathrm {m} }^{\mathrm {c} }>S_{\mathrm {m} }^{\mathrm {s} }),} a w pewnym zakresie temperatury i ciśnienia molowa objętość lodu jest większa od molowej objętości ciekłej wody {\displaystyle (V_{\mathrm {m} }^{\mathrm {c} }<V_{\mathrm {m} }^{\mathrm {s} }),} to prawa strona równania jest ujemna. Wobec tego zwiększenie ciśnienia powinno prowadzić do obniżenia temperatury topnienia i rzeczywiście pod płozą łyżwy tworzy się warstwa ciekłej wody, która zapewnia poślizg.

## Prężność pary nasyconej nad cieczą jako funkcja temperatury
Wpływ temperatury na prężność par nad cieczą jest ważnym zagadnieniem teoretycznym, jak i praktycznym. Do badania tego typu równowag służy między innymi ebuliometr. Jego konstrukcję zawdzięczamy polskiemu chemikowi Wojciechowi Świętosławskiemu. Aby równanie Clapeyrona było użyteczne, należy je scałkować przy wprowadzeniu pewnych przybliżeń. Zapiszmy je w postaci, w której fazę pary i cieczy oznaczono kolejno {\displaystyle \mathrm {p} } i {\displaystyle \mathrm {c} {:}}
{\displaystyle {\frac {\mathrm {d} p}{\mathrm {d} T}}={\frac {\Delta _{\mathrm {c} }^{\mathrm {p} }H_{\mathrm {m} }}{T\Delta _{\mathrm {c} }^{\mathrm {p} }V_{\mathrm {m} }}}={\frac {H_{\mathrm {m} }^{\mathrm {p} }-H_{\mathrm {m} }^{\mathrm {c} }}{T(V_{\mathrm {m} }^{\mathrm {p} }-V_{\mathrm {m} }^{\mathrm {c} })}}.}
W pierwszym przybliżeniu należy przyjąć, że objętość molowa pary jest dużo większa od molowej objętości cieczy, co jest spełnione w temperaturach odległych od temperatury krytycznej:
{\displaystyle V_{\mathrm {m} }^{\mathrm {p} }-V_{\mathrm {m} }^{\mathrm {c} }\approx V_{\mathrm {m} }^{\mathrm {p} }.}
Następnie parę należy przybliżyć modelem gazu doskonałego, którego równanie stanu ma postać:
{\displaystyle pV_{\mathrm {m} }=RT,}
gdzie:
{\displaystyle R} – stała gazowa.
Po podstawieniu i rozdzieleniu zmiennych otrzymujemy postać:
{\displaystyle {\frac {1}{p}}\mathrm {d} p={\frac {\Delta _{\mathrm {c} }^{\mathrm {p} }H_{\mathrm {m} }}{RT^{2}}}\mathrm {d} T.}
Równanie należy scałkować obustronnie w pewnym przedziale ciśnień {\displaystyle [p_{1},p_{2}]} i temperatur {\displaystyle [T_{1},T_{2}].} Należy założyć, że w tym przedziale temperatur molowa entalpia parowania jest w przybliżeniu stała (nie zależy od temperatury). Otrzymujemy:
{\displaystyle \ln \left({\frac {p_{2}}{p_{1}}}\right)=-{\frac {\Delta _{\mathrm {c} }^{\mathrm {p} }H_{\mathrm {m} }}{R}}\left({\frac {1}{T_{2}}}-{\frac {1}{T_{1}}}\right).}
Równanie wygodnie zapisać w postaci ogólnej funkcji ciśnienia względem temperatury {\displaystyle p_{2}=p,} {\displaystyle T_{2}=T} względem pewnego układu odniesienia, którym może być ciśnienie standardowe {\displaystyle p_{1}=p^{\circ }} i temperatura wrzenia pod ciśnieniem standardowym {\displaystyle T_{1}=T_{\mathrm {w} }.} Po podstawieniu i uporządkowaniu otrzymujemy zależność logarytmu naturalnego ciśnienia par nad cieczą względem stanu standardowego od odwrotności temperatury:
{\displaystyle \ln \left({\frac {p}{p^{\circ }}}\right)=-{\frac {\Delta _{\mathrm {c} }^{\mathrm {p} }H_{\mathrm {m} }}{RT}}+{\frac {\Delta _{\mathrm {c} }^{\mathrm {p} }H_{\mathrm {m} }}{RT_{\mathrm {w} }}}.}
Ostatnie równanie jest w swojej formie matematycznej identyczne z empirycznym równaniem Antoine.a, które również przewiduje zależność logarytmu wartości ciśnienia od odwrotności temperatury:
{\displaystyle \log(\{p\})=A+{\frac {B}{C+t}},}
gdzie:
{\displaystyle \{p\}} – wartość ciśnienia wyrażonego w pewnych jednostkach, zapis jest potrzebny z uwagi na to, że pod logarytmem powinna znajdować się wielkość bezwymiarowa,
{\displaystyle t} – temperatura wyrażona w stopniach Celsjusza.